# Arthur Kornberg
Arthur Kornberg, född 3 mars 1918 i Brooklyn, New York, USA, död 26 oktober 2007 i Palo Alto, Kalifornien, var en amerikansk biokemist med enzymkemi, deoxyribonukleinsyrasyntes (DNA-replikation) och studier av nukleinsyrorna som kontrollerar ärftlighet hos djur, växter, bakterier och virus. som främsta forskningsintressen. Han tilldelades 1959, tillsammans med Severo Ochoa, Nobelpriset i fysiologi eller medicin för upptäckten av mekanismen vid syntesen av DNA i organismen. År 2006 tilldelades hans son, Roger D. Kornberg, Nobelpriset i kemi.

## Biografi
Kornberg var son till de judiska föräldrarna Joseph och Lena (född Katz) Kornberg, som emigrerade till New York från österrikiska Galizien (nu en del av Polen) 1900 innan de gifte sig. Fadern arbetade som symaskinsoperatör i konfektionsbutikerna på Lower East-sidan av New York i nästan 30 år, men när hans hälsa försämrades öppnade han en liten hårdvaruaffär i Brooklyn, där Arthur redan vid nio års ålder hjälpte kunder. Josef talade minst sex språk trots att han inte hade någon formell utbildning.
Kornberg utbildades först på Abraham Lincoln High School och därefter på City College i New York City. Han tog kandidatexamen 1937, följt 1941 av en medicine doktorsexamen vid University of Rochester. Kornberg hade en lätt förhöjd nivå av bilirubin i blodet - gulsot på grund av ett genetiskt tillstånd som kallas Gilberts syndrom - och medan han gick på läkarlinjen gjorde han en undersökning av medstudenter för att se hur vanligt tillståndet var. Resultaten publicerades i Kornbergs första forskningsuppsats 1942.
Kornbergs praktiserade på Strong Memorial Hospital i Rochester, New York, mellan 1941 och 1942. Efter att ha avslutat sin medicinska utbildning gick han i militärtjänst som löjtnant i USA:s kustbevakning och tjänstgjorde 1942 som fartygsläkare. Rolla Dyer, chef för National Institutes of Health, hade noterat hans resultat och erbjöd honom för att sammanställa en forskargrupp på NIHEN:s näringlaboratorium där han från 1942 till 1945 arbetade med specialiserade dieter till råttor för att upptäcka nya vitaminer.
I november 1943 gifte sig Kornberg med Sylvy Ruth Levy, också hon biokemist. Hon arbetade nära Kornberg och bidrog avsevärt till upptäckten av DNA-polymeras. Enligt deras andra son, Thomas, "var skämtet i familjen - och det var bara ett skämt - att när priset tillkännagavs sa hon 'Jag blev rånad!'"
Arthur och Sylvy Kornberg fick tre söner: Roger D. Kornberg (1947), Thomas B. Kornberg (1948) och Kenneth Andrew Kornberg (1950). Roger är professor i strukturbiologi vid Stanford University och 2006 års nobelpristagare i kemi. Thomas upptäckte DNA-polymeras II och III 1970 och är nu professor vid University of California, San Francisco. Kenneth är arkitekt specialiserad på design av biomedicinska och biotekniska laboratorier och byggnader.
När Kornberg var i 80-årsåldern fortsatte han att forska på heltid vid Institutionen för biokemi vid Stanford. Han avled 2007 på Stanford Hospital av andningssvikt.

## Karriär och vetenskapligt arbete
Utfodring av råttor var tråkigt arbete och Kornberg blev fascinerad av enzymer. Han flyttade därför över till Severo Ochoas laboratorium vid New York University 1946 och tog sommarkurser vid Columbia University för att fylla ut luckorna i sina kunskaper om organisk och fysikalisk kemi samtidigt som han lärde sig teknikerna för enzymrening i arbetet. Han blev chef för enzym- och metabolismsektionen vid NIH från 1947 till 1953 och arbetade med förståelse för ATP-produktion från NAD och NADP. Detta ledde till hans arbete med hur DNA byggs upp från enklare molekyler. Medan han arbetade vid NIH, forskade han också vid Washington University in St. Louis och University of California, Berkeley.
År 1953 blev han professor och chef för institutionen för mikrobiologi, Washington University in St. Louis, fram till 1959. Här fortsatte han att experimentera med de enzymer som skapade DNA. År 1956 isolerade han det första DNA-polymeriserande enzymet, nu känt som DNA-polymeras I, vilket gav honom Nobelpriset 1959.
År 1960 fick han legal doktorsgrad vid City College, följt av en D.Sc. vid University of Rochester 1962. Han blev 1959 professor och verkställande chef för institutionen för biokemi, Stanford University. I en intervju 1997 sade Kornberg med hänvisning till Josh Lederberg: "Lederberg ville verkligen gå med i min avdelning. Han är ett geni, men han skulle inte kunna verka inom en liten grupp som vår, så därför tog jag initiativ till att etablera en avdelning för genetik [vid Stanford] som han skulle vara chef för."
Kornbergs mor dog 1939 av kallbrand genom en sporinfektion efter en rutinmässig gallblåsaoperation. Detta startade hans livslånga intresse för sporer, och han ägnade en del av sina forskningsinsatser åt att förstå dem medan han var vid Washington University. Från 1962 till 1970, mitt i sitt arbete med DNA-syntes, ägnade Kornberg hälften av sin forskning åt att bestämma hur DNA lagras i sporen, vilka replikeringsmekanismer som ingår och hur sporen genererar en ny cell. Detta var ett omodernt men komplext vetenskapsområde och även om vissa framsteg gjordes övergav Kornberg dock så småningom denna forskning.
Fram till sin död höll Kornberg igång ett aktivt forskningslaboratorium vid Stanford och publicerade regelbundet peer reviewed vetenskapliga tidskriftsartiklar. Under flera år var fokus för hans forskning metabolismen av oorganiskt polyfosfat.